# 尾上和裁学園
尾上和裁学園（おのえわさいがくえん、英語: Onoe Fashion Institute）は、徳島県徳島市佐古にある株式会社尾上が運営する和裁士の養成学校。企業内学校。

## 沿革
- 1968年（昭和43年）6月11日 - 尾上タミ子と夫の尾上隆司によって尾上和裁士養成所を設立[2]。
- 1976年（昭和56年） - 株式会社尾上和裁を設立[3]。
- 1995年（平成07年） - 尾上和裁士養成所から尾上和裁学園に名称を変更[2]。

## 基礎データ
学科
- 和裁基礎（初級・中級・上級）

## 交通
- JR四国「佐古駅」より徒歩で約1分。
- 徳島自動車道「徳島インターチェンジ」より車で約10分。